# Metégomatsinomo
Metégomatsinomo est un village du Cameroun situé dans le département du Boumba-et-Ngoko de la région de l'Est, précisément au niveau de l'arrondissement (commune) de Gari-Gombo.

## Population
Selon le recensement 2005, le village comptait 219 habitants ; dont 96 sont des hommes et 123 sont des femmes.